# Shahrestān di Nehbandan
Lo shahrestān di Nehbandan (farsi شهرستان نهبندان) è uno degli 11 shahrestān del Khorasan meridionale, il capoluogo è Nehbandan. Lo shahrestān è suddiviso in due circoscrizioni (bakhsh): 
- Centrale (بخش مرکزی)
- Shusf (بخش شوسف)